# Ernie Hudson
Earnest Lee „Ernie” Hudson (Benton Harbor, Michigan, 1945. december 17. –) amerikai színész.
Pályafutása során filmekben és televíziós sorozatokban is szerepelt. Ismertebb alakításai közé tartozik Winston Zeddemore a Szellemirtók-filmekben, Albrecht őrmester A holló (1994) című filmben, valamint Leo Glynn börtönőr a HBO Oz című televíziós sorozatában.

## Fiatalkora
A michigani Benton Harborban született és nevelkedett. Szüleit nem ismerte, apja még a gyermek születése előtt elhagyta a családot, édesanyja tuberkulózisban halt meg, amikor Hudson három hónapos volt. Hudsont anyai nagyanyja nevelte fel vallásos szellemben, négy nagybátyja pótapaként szolgált a fiú számára. 1964-ben érettségizett a helyi középiskolában.
Érettségi után csatlakozott az Amerikai Egyesült Államok Tengerészgyalogságához, de asztma miatt hamar távozott a testülettől. Nem sokkal később feleségül vette Jeannie Moore-t, akitől két gyermeke született és a fiatal pár Detroitba költözött. Hudson megpróbált felvételt nyerni a Wayne State University-be, de rossz jegyei miatt visszautasították. Egy év múlva – egy közösségi főiskola segítségével – javított jegyein és másodszorra sikerült felvételt nyernie az intézménybe. A Concept East Theater nevű színház forgatókönyvírója lett, amely abban az időben a legrégebbi afroamerikai színház volt az országban. Hudson emellett megalapította az Actors Ensemble Theater-t, ahol a többi afroamerikai íróval közösen saját munkáikat rendezték meg és vettek részt bennük színészként.
Miután 1973-ban elvégezte a Wayne State University-t, ösztöndíjat kapott az elismert Yale School of Drama intézménybe. Az intézmény hallgatójaként számos, kritikailag elismert színházi darabban alakított. Ennek köszönhetően kapta meg első filmes szerepét, a Leadbelly című filmben, mely Huddie William Ledbetter (ismertebb nevén Leadbelly) zenész életét dolgozza fel.

## Színészi pályafutása

### A kezdetek és aSzellemirtók
Miután több kisebb szerepet elvállalt, Hudson 1984-ben vált ismertté a Szellemirtók című filmmel. Ivan Reitmant, a film rendezőjét az 1983-as Űrvadász forgatását ismerte meg, ezután ajánlotta fel neki a rendező Winston Zeddemore szerepét. A filmmel kapcsolatban vegyes érzelmei vannak: a forgatást élvezetesnek tartotta és a rajongói a mai napig felismerik őt, ugyanakkor kihagyták a moziplakátról, a film előzeteséből és – szerződése megkötése után – a forgatókönyvből is számos jelenetét kivágták a filmből, a megkérdezése nélkül. „Szeretem a karaktert és van néhány remek megszólalása a filmben, de úgy érzem, a fickó csak úgy »lóg a levegőben«. Szeretem a filmet és szeretem a benne szereplő srácokat. Nagyon hálás vagyok Ivannak, amiért megkaptam a szerepet. A rajongóknak is, amiért méltányolják Winston karakterét. De ez mindig is frusztráló volt – ilyen »szeretem/gyűlölöm« dolog, azt hiszem.” – fogalmazta meg Hudson az eset kapcsán. Az 1989-es Szellemirtók 2.-ben Hudson ismét szerepet kapott, azonban az 1986-ban indult Az igazi szellemirtók című animációs sorozatban nem őt kérték fel a szereplő szinkronhangjának, hanem Arsenio Hallt.

### 1992–2021

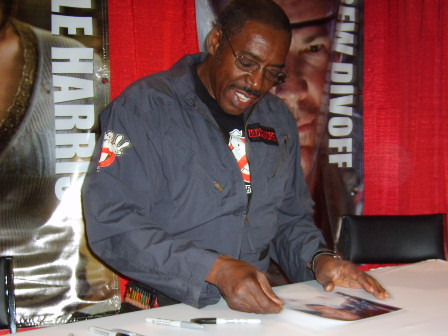
A színész a 2008-as AdventureCon-on

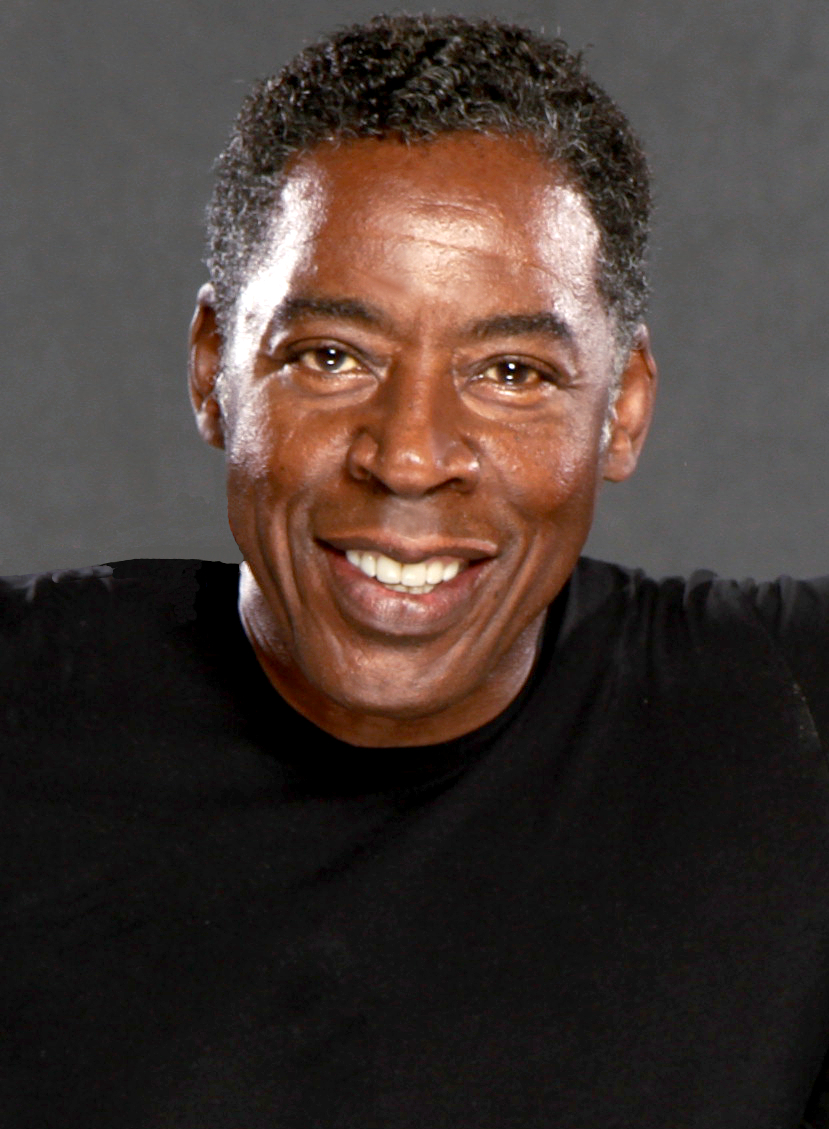
Hudson 2014-ben

A Szellemirtók második része után csak három évvel később kapott mozifilmben szerepet; az 1992-es A kéz, amely a bölcsőt ringatja című thrillerben a mentálisan sérült Solomont alakítja. Saját bevallása szerint ez volt eddigi egyik legkedvesebb szerepe, amely abban is sokat segített neki, hogy a Szellemirtók után drámaibb szerepeket is kaphasson, ne csupán vígjátékszereplőként skatulyázzák be.
1994-ben Albrecht őrmester szerepében tűnt fel a forgatás során balesetben elhunyt Brandon Lee oldalán A holló című filmben, mely egyik személyes kedvence. Egy 2012-es interjúban elmondta, hogy Lee tragikus halálát azóta sem volt képes teljesen feldolgozni. „Azt gondolom, Lee rendkívül tehetséges volt... hálás vagyok, hogy végül be tudtuk fejezni a filmet, mert Lee annyira keményen dolgozott rajta” – nyilatkozta Hudson a filmmel kapcsolatban, melyet a főszereplő Lee halála ellenére végül befejeztek és kritikailag elismert kultuszfilmmé vált.
Egy másik, általa kedvencnek tartott szerepe a Kongó című 1995-ös filmben volt, amelyben Munro századost alakítja és amely megmutatta számára, hogy főszereplőként is meg tudja állni a helyét. 1997-től az HBO Oz című sorozatában alakított főszerepet; hat évadon keresztül játszotta Glynn börtönigazgatót, a sorozatban egyik fia, Ernie Hudson, Jr. szintén feltűnik, egy elítélt szerepében.
A 2000-es évek folyamán olyan sorozatokban kapott kisebb-nagyobb szerepeket, köztük vendégszerepeket, mint a 10-8: Veszélyes őrjárat, az Everwood, a Csillagkapu, a Született feleségek, a Dr. Csont, a Las Vegas és a Hősök. A 2000-es Beépített szépség című vígjátékban – Sandra Bullockkal, Michael Caine-nel és William Shatnerrel közösen – mellékszerepet alakít, ahogyan a film 2005-ös folytatásában is. A 2010-ben indult Transformers: Prime című animációs sorozatban William Fowler különleges ügynöknek kölcsönzi hangját.
A 2016-os Szellemirtók című filmben, mely az eredeti, 1980-as évekbeli filmek feldolgozása, Hudson cameoszerepben látható, ezúttal Bill Jenkinst, a főszereplő Pattie Tolan (Leslie Jones) nagybátyját alakítja. A 2021-es Szellemirtók – Az örökség című Szellemirtók-folytatásban nagyobb szerepet kapott.

## Magánélete
1964-ben, a haditengerészetből történő kilépése után vette feleségül Jeannie Moore-t, házasságuk 1976-ban ért véget. Ezután két fiúgyermekük, Earnest Jr. és Rahaman apjukkal maradt Kaliforniában. „Pont ugyanannyira neveltek ők engem, mint én őket” – nyilatkozta a színész – „Apa nélkül nőttem fel, és nem voltam igazán biztos abban, mi is az az apaszerep. Ők segítettek nekem megtalálni azt.”
Második feleségét, Linda Kingsberget 1976-ban ismerte meg. 1985-ben házasodtak össze, két fiuk született, Andrew és Ross.

## Filmográfia

### Film
| Év   | Magyar cím                                 | Eredeti cím                                          | Szerep                           | Magyar hang            |
| ---- | ------------------------------------------ | ---------------------------------------------------- | -------------------------------- | ---------------------- |
| 1976 |                                            | Leadbelly                                            | Archie                           |                        |
| 1976 |                                            | The Human Tornado                                    | Bo                               |                        |
| 1979 | A nagy szám                                | The Main Event                                       | gyilkos                          | Varga Tamás            |
| 1980 | Joni                                       | Joni                                                 | Earl                             |                        |
| 1980 | Karatés védőangyal                         | The Octagon                                          | Quinine                          |                        |
| 1980 |                                            | The Jazz Singer                                      | Heckler                          |                        |
| 1981 |                                            | Underground Aces                                     | afrikai tábornok                 |                        |
| 1982 |                                            | Penitentiary II                                      | 'Half Dead'                      |                        |
| 1983 | Űrvadász                                   | Spacehunter: Adventures in the Forbidden Zone        | Washington                       | Sinkovits-Vitay András |
| 1983 | Űrvadász                                   | Spacehunter: Adventures in the Forbidden Zone        | Washington                       | Megyeri János          |
| 1983 | Esze semmi, fogd meg jól!                  | Going Berserk                                        | Jerome Willy Muhammed            | Bognár Tamás           |
| 1983 | Két fél egy egész                          | Two of a Kind                                        | Skaggs nyomozó                   |                        |
| 1984 | Szellemirtók                               | Ghostbusters                                         | Winston Zeddemore                | Dörner György          |
| 1984 | Szellemirtók                               | Ghostbusters                                         | Winston Zeddemore                | Jakab Csaba            |
| 1984 | Szellemirtók                               | Ghostbusters                                         | Winston Zeddemore                | Schneider Zoltán       |
| 1984 |                                            | National Lampoon's Joy of Sex                        | Mr. Porter                       |                        |
| 1987 |                                            | Weeds                                                | Bagdad                           |                        |
| 1988 | A legutolsó cserkész                       | The Wrong Guys                                       | Dawson                           | Barabás Kiss Zoltán    |
| 1989 | Egyedül egy város ellen                    | Trapper County War                                   | Jefferson Carter                 | Hankó Attila           |
| 1989 |                                            | Leviathan                                            | Justin Jones                     |                        |
| 1989 | Hívatlan szövetséges                       | Collision Course                                     | Shortcut                         | Galambos Péter         |
| 1989 | Szellemirtók 2.                            | Ghostbusters II                                      | Winston Zeddemore                | Gáti Oszkár            |
| 1992 | A kéz, amely a bölcsőt ringatja            | The Hand That Rocks the Cradle                       | Solomon                          | Faragó József          |
| 1994 | Sugar Hill, a kiégett dzsungel             | Sugar Hill                                           | Lolly Jonas                      |                        |
| 1994 | Menekülés Absolomból                       | No Escape                                            | Hawkins                          | Vass Gábor             |
| 1994 | A holló                                    | The Crow                                             | Albrecht őrmester                | Barbinek Péter         |
| 1994 | Két cowboy New Yorkban                     | The Cowboy Way                                       | Sam 'Mad Dog' Shaw rendőr        | Vass Gábor             |
| 1994 | Pancserock                                 | Airheads                                             | O'Malley őrmester                | Hankó Attila           |
| 1994 | Pancserock                                 | Airheads                                             | O'Malley őrmester                | Jakab Csaba            |
| 1994 | Hallgass velem                             | Speechless                                           | Ventura                          | Várkonyi András        |
| 1994 | Hallgass velem                             | Speechless                                           | Ventura                          | Harmath Imre           |
| 1995 | Egy kosaras naplója                        | The Basketball Diaries                               | Reggie                           | Hankó Attila           |
| 1995 | Egy kosaras naplója                        | The Basketball Diaries                               | Reggie                           | Törköly Levente        |
| 1995 | Kongó                                      | Congo                                                | Munro Kelly százados             | Vass Gábor             |
| 1996 | A félelmek iskolája                        | The Substitute                                       | Claude Rolle igazgató            |                        |
| 1996 |                                            | For Which He Stands                                  | Baxter ügynök                    |                        |
| 1996 |                                            | Just Your Luck                                       | Willie                           |                        |
| 1997 |                                            | Fakin' Da Funk                                       | Joe Lee                          |                        |
| 1997 | Mr. Magoo                                  | Mr. Magoo                                            | Gus Anders CIA-ügynök            | Papp János             |
| 1997 |                                            | Levitation                                           | Downbeat                         |                        |
| 1998 | Halálra szerződve                          | Butter                                               | Curtis "8 Ball" Harris           |                        |
| 1998 |                                            | Stranger in the Kingdom                              | Walter Andrews                   |                        |
| 1998 | Riválisok 4. – Figyelmeztetés nélkül       | Best of the Best: Without Warning                    | Gresko nyomozó                   | Ifj. Jászai László     |
| 1998 |                                            | October 22                                           | Arthur                           |                        |
| 1999 |                                            | Lillie                                               | Larry Miller                     |                        |
| 1999 | Gyilkos cápák                              | Shark Attack                                         | Lawrence Rhodes                  |                        |
| 1999 |                                            | The Last Siege                                       | Douglas Wilson szenátor          |                        |
| 1999 | Betolakodók                                | Interceptors                                         | McKenzie tábornok                | Melis Gábor            |
| 1999 | Harc a lopakodóért                         | Stealth Fighter                                      | Westwood elnök                   | Papp János             |
| 1999 | Harc a lopakodóért                         | Stealth Fighter                                      | Westwood elnök                   | Berzsenyi Zoltán       |
| 2000 |                                            | Red Letters                                          | Glen Teal nyomozó                |                        |
| 2000 | A leskelődő                                | The Watcher                                          | Ibby                             | Varga Tamás            |
| 2000 | Zsarujátszma                               | Paper Bullets                                        | Ron Mills nyomozó                |                        |
| 2000 | Beépített szépség                          | Miss Congeniality                                    | Harry McDonald FBI ig. helyettes | Jakab Csaba            |
| 2000 |                                            | Everything's Jake                                    | Jake                             |                        |
| 2003 |                                            | Anne B. Real                                         | Davis igazgató                   |                        |
| 2004 | Clifford nagyon nagy kalandja              | Clifford's Really Big Movie                          | P.T. (hangja)                    |                        |
| 2005 | Szabad egy táncra?                         | Marilyn Hotchkiss' Ballroom Dancing and Charm School | Blake Rische                     | Melis Gábor            |
| 2005 | Beépített szépség 2. – Csábítunk és védünk | Miss Congeniality 2: Armed and Fabulous              | Harry McDonald FBI ig. helyettes | Jakab Csaba            |
| 2005 |                                            | Halfway Decent                                       | Tom                              |                        |
| 2006 | Gengszter horror                           | Hood of Horror                                       | Roscoe                           | Orosz István           |
| 2007 | Eredeti Jonathan                           | Certifiably Jonathan                                 | múzeumi őr                       |                        |
| 2007 | Váltság-Nobel-díj                          | Nobel Son                                            | Bill Canega őrmester             | Jakab Csaba            |
| 2007 |                                            | All Hat                                              | Jackson Jones                    |                        |
| 2008 |                                            | The Man in the Silo                                  | Marcus Wells                     |                        |
| 2008 |                                            | Pie'n Burger                                         | Cedric                           |                        |
| 2008 |                                            | Balancing the Books                                  | Carter nyomozó                   |                        |
| 2009 | Dragonball: Evolúció                       | Dragonball Evolution                                 | Sifu Norris                      | Kálid Artúr            |
| 2009 |                                            | Lonely Street                                        | Morgan százados                  |                        |
| 2009 |                                            | Machete Joe                                          | Taylor seriff                    |                        |
| 2009 |                                            | Pastor Brown                                         | Harold Todd                      |                        |
| 2010 | Füstölgő ászok 2. – Bérgyilkosok bálja     | Smokin' Aces 2: Assassins' Ball                      | Anthony Vejar                    | Albert Péter           |
| 2010 | Ügynökjátszma                              | Game of Death                                        | katolikus pap                    | Papp János             |
| 2011 | Gazdátlanul Mexikóban 2.                   | Beverly Hills Chihuahua 2                            | Pedro (hangja)                   | Galambos Péter         |
| 2012 | Gazdátlanul Mexikóban 3.                   | Beverly Hills Chihuahua 3: Viva La Fiesta!           | Pedro (hangja)                   |                        |
| 2012 |                                            | Turning Point                                        | Joe Johnson                      |                        |
| 2012 |                                            | Mickey Matson and the Copperhead Conspiracy          | Ivan Stumpwater                  |                        |
| 2014 | Te nem vagy te                             | You're Not You                                       | John                             | Vass Gábor             |
| 2015 |                                            | Gallows Road                                         | Bob Collins                      |                        |
| 2016 | Batman – Az elfajzott                      | Batman: Bad Blood                                    | Lucius Fox (hangja)              | Imre István            |
| 2016 |                                            | God's Not Dead 2                                     | Stennis bíró                     |                        |
| 2016 | Szellemirtók                               | Ghostbusters: Answer the Call                        | Bill Jenkins nagybácsi (cameo)   | Vass Gábor             |
| 2016 |                                            | Spaceman                                             | Joe                              |                        |
| 2018 |                                            | Nappily Ever After                                   | Richard Jones                    |                        |
| 2021 |                                            | Redemption Day                                       | Ed Paxton                        |                        |
| 2021 | Szellemirtók – Az örökség                  | Ghostbusters: Afterlife                              | Winston Zeddemore                | Dörner György          |
| 2021 |                                            | Beebo Saves Christmas                                | Mikulás (hangja)                 |                        |
| 2022 | A rab lánya                                | Prisoner's Daughter                                  | Hank                             |                        |
| 2023 | Bajnokok                                   | Champions                                            | Phil Peretti                     | Jakab Csaba            |
| 2023 | Öreg gyilkos, nem vén gyilkos              | The Retirement Plan                                  | Joseph                           | Papp János             |
| 2024 | Szellemirtók – A borzongás birodalma       | Ghostbusters: Frozen Empire                          | Winston Zeddemore                | Barbinek Péter         |

### Televízió

#### Tévéfilm
| Év   | Magyar cím                             | Eredeti cím                                   | Szerep                        | Magyar hang   |
| ---- | -------------------------------------- | --------------------------------------------- | ----------------------------- | ------------- |
| 1977 |                                        | Mad Bull                                      | Black Bart                    |               |
| 1978 |                                        | Last of the Good Guys                         | El Coliph                     |               |
| 1980 |                                        | The $5.20 an Hour Dream                       | Homer Burden                  |               |
| 1980 |                                        | White Mama                                    | tanácsadó                     |               |
| 1981 |                                        | A Matter of Life and Death                    | Mr. Harrison                  |               |
| 1981 |                                        | Crazy Times                                   | Harold 'Jazzman' Malloy       |               |
| 1983 | Fegyőrnők                              | Women of San Quentin                          | Charles Wilson                | Sörös Sándor  |
| 1985 |                                        | California Girls                              | Ernie                         |               |
| 1985 | Menekülő szerelmesek                   | Love on the Run                               | Lamar                         |               |
| 1988 | Piszkos tizenkettő – Végzetes küldetés | The Dirty Dozen: The Fatal Mission            | Joseph Hamilton               | Rajkai Zoltán |
| 1996 |                                        | Tornado!                                      | Dr. Joe Branson               |               |
| 1996 | Cherokee kölyök                        | The Cherokee Kid                              | Nat Love a.k.a. Deadwood Dick | Kárpáti Tibor |
| 1992 |                                        | Angel Street                                  | Thurman Nickens               |               |
| 1997 |                                        | Clover                                        | Gaten Hill                    |               |
| 1997 |                                        | Operation Delta Force                         | Tipton                        |               |
| 1999 |                                        | Michael Jordan: An American Hero              | James R. Jordan, Sr.          |               |
| 1999 |                                        | Miracle on the 17th Green                     | Earl Fielder                  |               |
| 2005 | Lackawanna Blues                       | Lackawanna Blues                              | Dick Barrymore                |               |
| 2005 |                                        | Fighting the Odds: The Marilyn Gambrell Story | Perry Beasley                 |               |
| 2001 |                                        | Walking Shadow                                | Hawk                          |               |
| 2001 | Város karácsony nélkül                 | A Town Without Christmas                      | Ted                           |               |
| 2006 | A diadal                               | The Ron Clark Story                           | Turner igazgató               | Faragó András |
| 2007 |                                        | Final Approach                                | Lorenzo Dawson ügynök         |               |
| 2013 |                                        | Battledogs                                    | Max Stevens                   |               |
| 2013 | Öt történet az elmezavarról            | Call Me Crazy: A Five Film                    | Percy                         | Jakab Csaba   |
| 2013 | Karácsony az exszel                    | Dear Secret Santa                             | Avery lelkész                 |               |

#### Sorozat
| Év        | Magyar cím                        | Eredeti cím                               | Szerep                                           | Megjegyzések                                    |
| --------- | --------------------------------- | ----------------------------------------- | ------------------------------------------------ | ----------------------------------------------- |
| 1978      |                                   | King                                      | Jack Corbin                                      | minisorozat                                     |
| 1978      |                                   | Fantasy Island                            | Jamu                                             | 1 epizód                                        |
| 1979      | A hihetetlen Hulk                 | The Incredible Hulk                       | Lee                                              | 1 epizód                                        |
| 1980      |                                   | Skag                                      | ismeretlen szerep                                | próbaepizód                                     |
| 1980      |                                   | Too Close for Comfort                     | Sam Morton                                       | 1 epizód                                        |
| 1981      |                                   | Bosom Buddies                             | Rochelle                                         | 1 epizód                                        |
| 1981      | Taxi                              | Taxi                                      | Terry Carver                                     | 1 epizód                                        |
| 1982      | Hazárd megye lordjai              | The Dukes of Hazzard                      | Avery                                            | 1 epizód                                        |
| 1983      | A szupercsapat                    | The A-Team                                | Cal Freeman                                      | 1 epizód                                        |
| 1984      | Egy kórház magánélete             | St. Elsewhere                             | Jerry Close                                      | 6 epizód                                        |
| 1985      |                                   | The Super Powers Team: Galactic Guardians | Cyborg (Victor Stone) (hangja)                   | 8 epizód                                        |
| 1986      |                                   | The Last Precinct                         | Night Train Lane őrmester                        | 8 epizód                                        |
| 1987      | Bír-lak                           | Full House                                | Reggie „The Sandman” Martin                      | 1 epizód                                        |
| 1989      |                                   | The Super Mario Bros. Super Show!         | önmaga                                           | 1 epizód                                        |
| 1992      |                                   | The Ben Stiller Show                      | teniszkapitány                                   | 1 epizód                                        |
| 1993      |                                   | Wild Palms                                | Tommy Lazlo                                      | minisorozat                                     |
| 1993      | Mesék a kriptából                 | Tales from the Crypt                      | Zambini                                          | 1 epizód                                        |
| 1997–2003 | Oz                                | Oz                                        | Leo Glynn börtönigazgató                         | 56 epizód                                       |
| 2003-2004 | 10-8: Veszélyes őrjárat           | 10-8: Officers on Duty                    | John Henry Barnes                                | 15 epizód                                       |
| 2005      | Everwood                          | Everwood                                  | Bill Hoover                                      | 1 epizód                                        |
| 2006      | Csillagkapu                       | Stargate SG-1                             | Goran Pernaux parancsnok                         | 1 epizód                                        |
| 2006–2007 | Született feleségek               | Desperate Housewives                      | Ridley nyomozó                                   | 7 epizód                                        |
| 2007–2008 | Dr. Csont                         | Bones                                     | David Barron                                     | 2 epizód                                        |
| 2008      | Las Vegas                         | Las Vegas                                 | Bob Casey                                        | 2 epizód                                        |
| 2008      | Doktor Addison                    | Private Practice                          | Frank százados                                   | 1 epizód                                        |
| 2008      | Psych – Dilis detektívek          | Psych                                     | Gus apja                                         | 2 epizód                                        |
| 2008–2013 | Az amerikai tini titkos élete     | The Secret Life of the American Teenager  | Dr. Ken Fields                                   | 18 epizód                                       |
| 2009      | Meteor                            | Meteor                                    | Brasser generális                                | minisorozat                                     |
| 2009      | Hősök                             | Heroes                                    | Lubbock százados                                 | 2 epizód                                        |
| 2010      |                                   | Childrens Hospital                        | Hubert McGraw                                    | 1 epizód                                        |
| 2010      | Gyilkos elmék                     | Criminal Minds                            | Al Garner                                        | 1 epizód                                        |
| 2010–2013 | Transformers: Prime               | Transformers: Prime                       | William „Bill” Fowler különleges ügynök (hangja) | 37 epizód                                       |
| 2011      |                                   | Torchwood: Miracle Day                    | Stewart Owens                                    | 1 epizód                                        |
| 2011      | Így jártam anyátokkal             | How I Met Your Mother                     | önmaga                                           | 1 epizód                                        |
| 2011–2014 | Született detektívek              | Rizzoli & Isles                           | Frost admirális                                  | 2 epizód                                        |
| 2012      | Modern család                     | Modern Family                             | Miles                                            | 1 epizód                                        |
| 2012      | Szívek doktora                    | Hart of Dixie                             | Ernie Hayes                                      | 1 epizód                                        |
| 2012–2014 | Franklin és Bash                  | Franklin & Bash                           | Lawrence Perry                                   | 4 epizód                                        |
| 2013      | Last Resort – A belső ellenség    | Last Resort                               | Conrad Buell                                     | 2 epizód                                        |
| 2013      |                                   | Mob City                                  | Bunny                                            | 2 epizód                                        |
| 2014      | Skorpió – Agymenők akcióban       | Scorpion                                  | Brooks                                           | 1 epizód                                        |
| 2014      | Vérmes négyes                     | Hot in Cleveland                          | Ernie Hudson                                     | 1 epizód                                        |
| 2014      |                                   | Comic Book Men                            | önmaga                                           | 1 epizód                                        |
| 2015      |                                   | Grace and Frankie                         | Jacob                                            | 7 epizód                                        |
| 2015      | Egyszer volt, hol nem volt        | Once Upon a Time                          | Poszeidón                                        | 1 epizód                                        |
| 2016      |                                   | Celebrity Family Feud                     | önmaga                                           | 1 epizód                                        |
| 2017      | APB – A milliárdos körzet         | APB                                       | Ned Conrad őrmester                              | - 12 epizód - magyar hangja: - Schneider Zoltán |
| 2017      | Twin Peaks                        | Twin Peaks                                | Davis ezredes                                    | 2 epizód                                        |
| 2017      | Marvel Pókember                   | Spider-Man                                | Joe 'Robbie' Robertson (hangja)                  | 1 epizód                                        |
| 2017      | Angie Tribeca – A törvény nemében | Angie Tribeca                             | Pete Tribeca                                     | 1 epizód                                        |
| 2017      | Halálos fegyver                   | Lethal Weapon                             | Peterson ügynök                                  | 1 epizód                                        |
| 2018      | Zsaruvér                          | Blue Bloods                               | Darryl Ward igazgató                             | 1 epizód                                        |
| 2018–2022 | Családi biznisz                   | The Family Business                       | L.C. Duncan                                      | főszereplő (34 epizód)                          |
| 2019      | A zöld íjász                      | Arrow                                     | Roy Stewart tábornok                             | 1 epizód                                        |
| 2019      | Végtelen vonat                    | Infinity Train                            | Atticus (hangja)                                 | főszereplő (7 epizód)                           |
| 2019–2020 | Kutyapajtik                       | Puppy Dog Pals                            | Buddy (hangja)                                   | 3 epizód                                        |
| 2019–2020 | Los Angeles legjobbjai            | L.A.'s Finest                             | Joseph Vaughn                                    | főszereplő                                      |
| 2020      |                                   | Home Movie: The Princess Bride            | Humperdinck herceg                               | 1 epizód                                        |
| 2021      | MacGyver                          | MacGyver                                  | Milton Bozer                                     | 1 epizód                                        |
| 2022–     |                                   | Quantum Leap                              | Herbert “Magic” Williams                         | főszereplő                                      |
| 2023      | Star Wars: A Rossz Osztag         | Star Wars: The Bad Batch                  | Grini Millegi (hangja)                           | 1 epizód                                        |

### Videójátékok
| Év   | Cím                                     | Szerep            |
| ---- | --------------------------------------- | ----------------- |
| 2009 | Ghostbusters: The Video Game            | Winston Zeddemore |
| 2015 | Lego Dimensions                         | Winston Zeddemore |
| 2019 | NBA 2K20                                | Israel Bacon      |
| 2019 | Ghostbusters: The Video Game Remastered | Winston Zeddemore |
| 2022 | Ghostbusters: Spirits Unleashed         | Winston Zeddemore |